# لوکمان

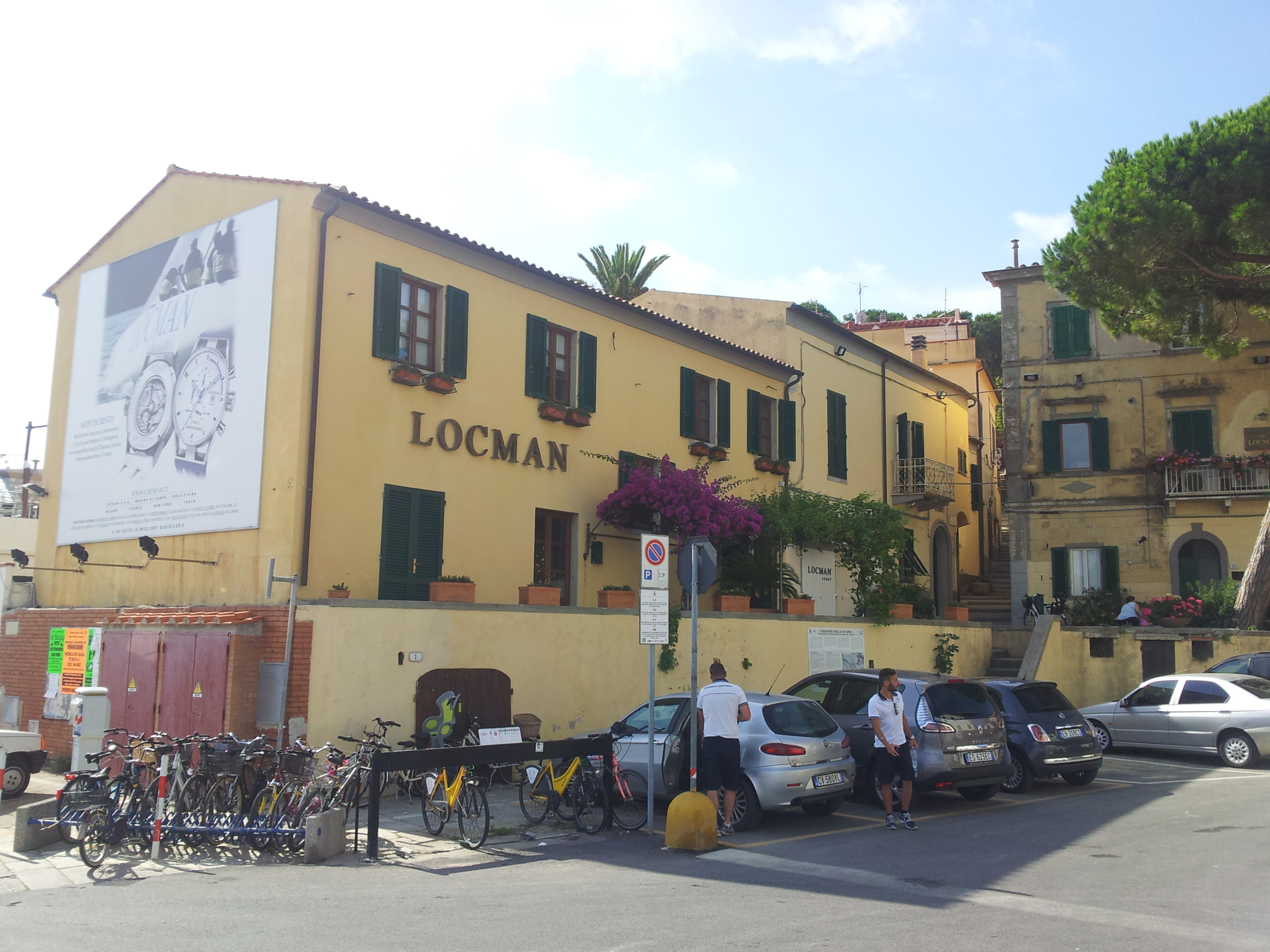
شرکت لوکمان

لوکمان (انگلیسی: Locman) شرکت ساعت‌سازی ایتالیایی است، که در سال ۱۹۸۶ توسط مارکو مانتووانی تأسیس شد.